# 大连长山大桥
大连长山大桥，中国辽宁省大连市长海县境内的一座公路跨海大桥，起点位于大长山岛镇，终点位于小长山岛镇。

## 设计
大桥全长3.45㎞，主桥长1.79㎞，采用双向四车道一级公路标准，设计时速60㎞，其主桥为双塔双索面三跨预应力混凝土矮塔斜拉桥，跨径260米。引桥为50米预应力混凝土连续箱梁，每联首孔浇筑长度达60米。

## 建设历程
- 2010年10月26日开工建设。
- 2013年11月18日主桥合龙[2]。
- 2014年7月1日建成交工并投入使用。